# Замосцкий 60-й пехотный полк
60-й пехотный Замосцкий полк — пехотная воинская часть Русской императорской армии.
Полковой праздник — 9 апреля, мученик Евпсихий.
60-й Замосцкий пехотный полк сформирован в 1831 году. С 1833 года — Егерский. Вновь — Пехотный, с 1856 года. С 1864 года — получил номер, по роду оружия, — 60.
С 1831 года полк входил в сформированную тогда же 26-ю (впоследствии 15-ю) пехотную дивизию, в составе которой находился до 1918 года. 

## История
Полк сформирован 14 февраля 1831 года как Замосцкий пехотный полк из резервных батальонов Подольского и Житомирского полков, в составе двух действующих батальонов; через два дня к новому полку был причислен резервный батальон Тульского пехотного полка, переименованный в резервный батальон Замосцкого полка.
Тотчас по сформировании Замосцкий пехотный полк принял участие в усмирении польского мятежа, сначала, как гарнизон крепости Бреста, а затем, 16 августа 1831 года, в неудачном для русской армии бою у села Крынки, где на Замосцкий полк и 1-й батальон Волынского полка обрушились с фронта польская дивизия генерала Белинского, а с фланга — многочисленная польская кавалерия. В этом бою, где был уничтожен почти весь Замосцкий полк, знаменщик 1-го батальона унтер-офицер Михаил Скурлатов, преследуемый несколькими поляками, сорвал с древка полотнище знамени, скрылся с ним в чащу леса и, избежав плена, спас полковую святыню. Горсть «Замосцев», уцелевших после разгрома, была присоединена к 44-му егерскому полку и послужила основанием для возрождения полка.
По окончании войны Замосцкий полк был переведён в Бессарабию; 22 января 1833 года в составе особого отряда полк был отправлен на судах в Константинополь для содействия турецкому султану Махмуду II против возмутившегося египетского паши Али и в июле возвратился в Россию.
28 августа 1833 года 3амосцкий полк был переименован из пехотного в егерский, на образование 3-го действующего батальона к полку был присоединён 1-й батальон расформированного 52-го егерского полка; 2-й резервный батальон получился из резервного батальона того же 52-го егерского полка. Формирование это было закончено 8 ноября 1833 года, а 9 февраля 1834 года из чинов 1, 2 и 3-го действующих батальонов был сформирован новый 4-й действующий батальон, а 4-й и 5-й резервные батальоны переименованы в 5-й и 6-й резервные. 28 февраля того же года 6-й резервный батальон был упразднён.
9 апреля 1840 года Замосцкий егерский полк был отправлен из Севастополя в составе десантного отряда на Кавказское побережье, для обратного овладения занятыми горцами фортами Лазарева и Вельяминовского и для наказания разбойников. 10 мая, в день своего прибытия, Замосцкий егерский полк занял форт Вельяминовский, а 20-го и форт Лазарева. По приведении этих укреплений в порядок, полк в сентябре 1840 года вернулся в Севастополь.
20 января 1842 года 5-й резервный батальон был упразднён.
В конце 1843 года Замосцкий егерский полк был приведён на военное положение, и в январе 1844 года три батальона его выступили на Кавказ. 23 февраля 1845 года к четырём действующим батальонам был прибавлен 5-й батальон, составленный из присоединённого к полку 3-го батальона Тульского полка. В том же году полк принял участие в Даргинской экспедиции, по возвращении из которой 2-й и 3-й батальоны, за выбором лучших людей в 1-й батальон, поступили на укомплектование Кубанского егерского полка, а взамен их были сформированы: 2-й батальон — из половины 1-го, с пополнением рекрутами, а 3-й батальон из 5-го резервного батальона.
Замосцкий егерский полк в составе 5-го пехотного корпуса в 1849 году принял участие в Венгерском походе, во время которого отличился в атаке неприятельской позиции у Петерсберга (23 января), при отбитии ночной атаки у Фогароша (30 июня), в атаке Ротентурмского ущелья (8 июля), бою под Германштадтом (25 июля) и особенно в сражении при Мюленбахе (31 июля), где, благодаря быстрому натиску полка, неприятель был вынужден поспешно отступить, потеряв пленными свыше 1 700 человек.
В июне 1853 года Замосцкий егерский полк был двинут в Молдавское княжество, а после начала Крымской войны 1 декабря принял участие в усиленной рекогносцировке крепости Мачин и занятии острова Бындоя. 1 января 1854 года две роты полка отбили нападение 10 000 турок на редут, построенный на острове Бындой, а в ночь с 17 на 18 февраля Замосцкий егерский полк содействовал проходу русской флотилии к Браилову: отвлекая внимание турок, команда Замосцкого егерский полка в 300 человек переправилась на другой берег, атаковала турок и заняла турецкую батарею. 11 марта три батальона Замосцкого егерского полка переправились через Дунай у Ольтеницы, а в ночь на 17 мая два батальона принимали участие в неудачном для русских штурме форта Араб-Табия.
8 апреля 1855 года последовало распоряжение о сформировании двух пехотных дивизий (действующей и резервной) из 15-й пехотной дивизии и 9-й пехотной запасной бригады. Для этого к Замосцкому егерскому полку были присоединены 7-й и 8-й батальоны Орловского полка, и из образовавшихся таким образом шести батальонов был сформирован действующий Замосцкий егерский полк трёхбатальонного состава и Замосцкий резервный егерский полк также трёхбатальонного состава.
Последний принял участие в обороне Севастополя. Расположенный на Корабельной стороне близ 2-го бастиона и Малахова кургана, полк этот в день 5-й бомбардировки, 5 августа 1855 года, проявил высочайший доблестный дух. Видя, сколь существенны повреждения, причинённые укреплениям огнём неприятеля, 3-й батальон 3амосцкого резервного егерского полка отказался выждать ослабления неприятельского огня и просил отправить его на работы немедленно же. Этот доблестный поступок чинов батальона был отмечен в особом приказе по Южной армии. 24 августа самоотверженными усилиями чинов Замосцкого резервного егерского полка был предупреждён взрыв большого порохового погреба на Малаховом кургане, когда неприятельскими снарядами была зажжена туровая одежда погреба; наконец 27 августа полк отчаянно оборонял Малахов курган и, потеряв всех начальников, едва пробился с Южной стороны на Северную.
С окончанием Восточной войны окончил своё существование и Замосцкий резервный егерский полк: в декабре 1856 года он, приведя свои батальоны в кадровый состав, снова слился с действующим полком, составив его 4-й егерский батальон. 17 апреля 1856 года полк был переименован из егерского снова в пехотный. 18 сентября 1858 года генерал-адъютант граф П. Е. Коцебу, под началом которого Замосцкий полк 11 марта 1854 года совершил переправу через Дунай, был назначен шефом полка (почётным командиром).
6 апреля 1863 года из отчисленного от полка 4-го батальона, с добавлением бессрочно-отпускных, вновь был сформирован трёхбатальонный полк, названный Таганрогским пехотным полком.
25 марта 1864 года Замосцкому генерал-адъютанта графа Коцебу пехотному полку присвоен номер по роду оружия — 60. 7 сентября 1872 года он поименован 60-м пехотным Замосцким генерал-адъютанта графа Коцебу полком. 7 апреля 1879 года, приказом по военному ведомству № 75, полк был приведён в четырёхбатальонный состав. 27 апреля 1884 года полк назван 60-м пехотным 3амосцким.
В сентябре 1904 года «Замосцы» в составе 15-й пехотной дивизии вместе с другими формированиями VIII армейского корпуса выдвинулись из Одесского военного округа на театр русско-японской войны в Маньчжурию. 13 ноября воинские эшелоны начали прибывать в посад Харбин. Первый бой на Дальнем Востоке «Замосцы» приняли 17 февраля, японцы отчаянно сопротивлялись, в нём полком был штурмом взят опорный пункт противника китайская деревня Пейтхоза, потери полка составили 5 офицеров и 26 нижних чинов убитыми, 10 офицеров и 321 нижний чин ранеными.
Полк также участвовал в боях у Сандепу и под Мукденом, где в ночь на 20 февраля штыками отбил атаку японцев у деревни Мадяпу, 21 февраля приняли участие в обороне деревни Сятхзы, а в ночь с 23 на 24 февраля выдержал 8 атак японцев, подходивших к полку на расстояние 100 шагов.
в период Великой войны 60-й пехотный полк в составе той же дивизии и корпуса участвовал в операциях 4-й, 8-й и 11-й армий на Северном и Западном фронтах против австро-венгерских и немецких войск.

## Знаки отличия полка
- Георгиевское знамя с надписью «За поход в Анди в июне и в Дарго в июле 1845 года, за усмирение Трансильвании в 1849 году, за переправу через Дунай 11 марта 1854 и за Севастополь в 1854 и 1855 годах»
- Знаки отличия нагрудные для офицеров и на головные уборы для нижних чинов с надписью: «За отличие в 1854 году». Знаки эти были пожалованы 1-му и 3-му батальонам полка 30 августа 1856 года, впоследствии они были введены во всех батальонах полка.
- Георгиевские серебряные трубы с надписью «За Мукден в 1905 г.»[3][4]. Пожалованы 8 июня 1907 года.

## Знаки отличия батальонов
Батальонам Замосцкого егерского полка пожалованы:
- 1-му егерскому — 25 июня 1838 года Александровские ленты на знамя; 19 марта 1850 года — знамя с надписью: «За усмирение Трансильвании в 1849 году»;
- 2-му егерскому — 25 июня 1838 года Александровские ленты на знамя; 20 марта 1846 года — знамя с надписью: «За поход в Анди в июне и в Дарго в июле 1845 года»; 13 августа 1846 года — знамя.
- 3-му егерскому — 11 апреля 1834 года простое знамя; 28 февраля 1845 знамя с надписью: «За отличие в войне с турками в 1828 и 1829 годах»; 19 марта 1850 года — знамя с надписью: «За отличие в войну с турками в 1828 и 1829 годах и за усмирение Трансильвании в 1849 году»;
- 4-му егерскому — 11 апреля 1834 года простое знамя; 25 июня 1838 года — Александровские ленты на знамя; 19 марта 1850 года — знамя с надписью: «За усмирение Трансильвании в 1849 году».

В 1856 году 2-му, 4-му и 6-му пехотным батальонам Замосцкого пехотного полка пожалованы Георгиевские знамёна (за переправу через Дунай и Севастополь). В 1857 году Георгиевские знамёна пожалованы 1-му и 3-му пехотным батальонам. В 1875 году 3-му пехотному батальону пожаловано юбилейное Георгиевское знамя.

## Шефы полка
- 18.09.1857 — 27.04.1884 — граф Коцебу, Павел Евстафьевич[5]

## Командиры полка
(Командующий в дореволюционной терминологии означал временно исполняющего обязанности начальника или командира. Должности командира полка соответствовал чин полковника, и при назначении на эту должность подполковников они оставались командующими до момента своего производства в следующий чин).
- 19.04.1831 — 22.03.1832 — командующий подполковник Курасовский, Александр Иванович
- 22.03.1832 — 19.04.1836 — подполковник (с 29.08.1833 полковник) Карнович, Алексей Степанович
- 19.04.1836 — 01.07.1846 — подполковник (с 16.12.1838 полковник, с 07.08.1845 генерал-майор) Семёнов, Степан Евдокимович
- 01.07.1846 — 31.05.1852 — подполковник (с 18.10.1847 полковник) Голиков, Михаил Иванович
- 31.05.1852 — 05.03.1857 — полковник Дараган, Михаил Иванович
- 05.03.1857 — 30.08.1863 — полковник Ляшенко, Михаил Васильевич
- 30.08.1863 — 01.04.1869 — полковник де Жерве, Владимир Александрович
- 01.04.1869 — 14.04.1875 — полковник Липский, Матвей Викентьевич
- 14.04.1875 — 01.01.1883 — полковник Фромандиер, Иван Павлович
- 27.01.1883 — 11.09.1889 — полковник Гардер, Вильгельм Фёдорович
- 30.09.1889 — 01.06.1892 — полковник Макеев, Михаил Петрович
- 14.06.1892 — 29.10.1893 — полковник Богачевич, Киприян Клементьевич
- 29.10.1893 — 30.01.1897 — полковник Прилуков, Пётр Иванович
- 30.01.1897 — 07.02.1901 — полковник барон Кене, Борис Борисович
- 22.02.1901 — 18.04.1903 — полковник Борзов, Аполлон Семёнович
- 17.05.1903 — 25.06.1905 — полковник Антонович, Александр Осипович
- 25.06.1905 — 24.12.1911 — полковник Михайлов, Михаил Пантелеймонович
- 24.12.1911 — 27.09.1913 — полковник Былим-Колосовский, Семён Петрович
- 27.09.1913 — 12.02.1915 — полковник (с 28.10.1914 генерал-майор) Тихменев, Николай Михайлович
- 19.02.1915 — 18.04.1016 — полковник фон Стааль, Герман Фердинандович
- 21.05.1916 — 15.04.1917 — полковник Герарди, Андрей Андреевич
- 24.04.1917 — хх.11.1917 — полковник Дроздовский, Михаил Гордеевич

## Известные люди, служившие в полку
- генерал-лейтенант Андрей Степанович Бакич
- Никифор Александрович Григорьев-Серветников[6]
- генерал-майор Александр Яковлевич Месснер
- капельмейстер Соломон Исаевич Чернецкий
- полковник Александр Алексеевич Чертков